# Баффі — винищувачка вампірів (фільм)
«Баффі — винищувачка вампірів» (англ. Buffy the Vampire Slayer) — американський комедійний фільм жахів про дівчину-черлідерку на ім'я Баффі, яка дізнається, що її доля — полювати на вампірів. Головні ролі виконували: Крісті Свенсон, Дональд Сазерленд, Пол Рубенс, Рутгер Гауер, Люк Перрі та Гіларі Свонк. Фільм мав помірний успіх у прокаті та змішаний прийом від критиків. За ідеєю фільму пізніше його сценарист Джосс Ведон зняв однойменний телесеріал, який мав темніший сюжет та фон та став відомим у всьому світі.

## Сюжет
Баффі Саммерс живе звичайним життям п'ятнадцятирічної дівчинки в Лос-Анджелесі. Незабаром вона дізнається на сходах своєї рідної школи від людини на ім'я Меррік, що вона не проста школярка, а Обрана, якій судилося битися з демонами, вампірами та силами зла. Меррік — її Спостерігач, покликаний радою спостерігати, тренувати та готувати її до цього покликання — винищення вампірів. Спочатку вона не вірить, але після першого вбитого вампіра усвідомлює всю тяжкість своєї долі. Їй належить битва зі старим вампіром — Лотосом. Незабаром Баффі вбиває його. Хто міг припустити, що для того, щоб знищити всіх інших вампірів, їй доведеться спалити шкільний спортзал.

## Ролі
- Крісті Свенсон — Баффі Саммерс
- Дональд Сазерленд — Меррік Джемісон-Сміт
- Пол Рубенс — Емілін
- Рутгер Гауер — Лотос
- Люк Перрі — Олівер Пайк
- Гіларі Свонк — Кімберлі Ханна
- Девід Аркетт — Бенні Джекс
- Стівен Рут — Гері Мюррей
- Наташа Грегсон Вагнер — Кассандра
- Томас Джейн — Зеф
- Кенді Кларк — Джойс Саммерс
- Рендалл Батінкоф — Джеффрі Крамер
- Саша Дженсон — Груелл
- Бен Аффлек (немає в титрах) — баскетболіст № 10
- Рікі Лейк (немає в титрах) — Шарлотта
- Сет Грін (немає в титрах) — вампір

## Саундтрек
Саундтрек випущено 29 липня 1992 р.
1. C+C Music Factory, Дебора Купер і Q-Unique — «Keep It Comin' (Dance Till You Can't Dance No More)»
2. Dream Warriors — «Man Smart, Woman Smarter»
3. Метью Світ — «Silent City»
4. Сюзанна Гоффс — «We Close Our Eyes»
5. Toad the Wet Sprocket — «Little Heaven»
6. diVINYLS — «I Ain't Gonna Eat Out My Heart Anymore»
7. Оззі Озборн — «Party with the Animals»
8. The Cult — «Zap City»
9. Mary's Danish — «I Fought the Law»
10. Роб Халфорд і Pantera «Light Comes Out of Black»

Саундтрек не включає всі пісні, що лунали у фільмі, зокрема «In the Wind» гурту War Babies і «Inner Mind» Еона.

## Цікаві факти
- Фільм став дебютом для Гіларі Свонк.
- Сет Грін, який зіграв у серіалі Оза також з'явився і у фільмі — його екранний час всього декілька секунд у сцені, коли Баффі б'ється з вампірами в спортзалі.
- У маленькій епізодичній ролі баскетбольного гравця[1] знявся 18-річний Бен Аффлек, майбутня зірка Голлівуду.